# Copa Mundial Femenina de Béisbol 2018
La Copa Mundial de Béisbol Femenina 2018 fue la octava edición de la Copa Mundial Femenina WBSC, el torneo bianual del campeonato mundial de béisbol femenino. La competición se disputó en Florida, Estados Unidos del 22 al 31 de agosto de 2018. La selección de Japón resultó campeona por 6.ª vez consecutiva al vencer a China Taipéi 6-0 en la final disputada, mientras que el bronce lo obtuvo Canadá al vencer a las locales Estados Unidos.

## Equipos clasificados
Para esta edición se ampliaron los cupos para equipos de las Américas y se redujeron los de Asia. Entre paréntesis () se muestra la posición en la Clasificación mundial de la WBSC al momento del torneo.
| Confederación                             | Equipos Calificados(s)                                                                      |
| ----------------------------------------- | ------------------------------------------------------------------------------------------- |
| Confederación Panamericana de Béisbol (5) | Estados Unidos (Anfitrión) · Canadá · Venezuela · Cuba · República Dominicana · Puerto Rico |
| Federación de Béisbol de Asia (4)         | Japón China Taipéi Hong Kong Corea del Sur                                                  |
| Confederación de Béisbol de Oceanía (1)   | Australia                                                                                   |
| Confederación Europea de Béisbol (1)      | Países Bajos                                                                                |

## Ronda 1

### Grupo A
| Equipos        | PJ | PG | PP | Ave | Dif |
| -------------- | -- | -- | -- | --- | --- |
| China Taipéi   | 5  | 4  | 1  | 800 |     |
| Estados Unidos | 5  | 4  | 1  | 800 |     |
| Venezuela      | 5  | 3  | 2  | 600 | 1   |
| Puerto Rico    | 5  | 3  | 2  | 600 | 1   |
| Corea del Sur  | 5  | 1  | 4  | 250 | 3   |
| Países Bajos   | 5  | 0  | 5  | 000 | 4   |

(Apostilla: China Taipéi quedó en primer puesto y Venezuela quedó en tercer lugar debido a que el reglamento nos pone a nuestra merced que el ganador entre el encuentro de los equipos empatados, es el que queda en la ubicación superior). Enlace de Consulta: https://wbwc.wbsc.org/es/tournament-info
|  | Avanzaron a la Ronda Final      |
|  | Jugaron la Ronda de Consolación |

- Jornada 1

| 22 de agosto de 2018, Transmitido en Vivo y Directo, por Vídeo, en Este Link: https://www.youtube.com/watch?v=NpWkQIR83Tk&t=1176s (Highlight o Resumen: https://www.youtube.com/watch?v=McgXuBIwX8A) | Venezuela | 1-9                                   | China Taipéi | | |
| |           | ( 0-0, 0-0, 1-6, 0-0, 0-3, 0-0, 0-0 ) |              | Asistencia: 100 espectadores Árbitro(s): Home Plate: CICCONI Alessia , 1.ª Base: SATO Kana , 2.ª Base: BAEZ Magali, 3.ª Base: GOMES Stephen | Asistencia: 100 espectadores Árbitro(s): Home Plate: CICCONI Alessia , 1.ª Base: SATO Kana , 2.ª Base: BAEZ Magali, 3.ª Base: GOMES Stephen |

| 22 de agosto de 2018, Transmitido en Vivo y Directo, por Vídeo, en Este Link: https://www.youtube.com/watch?v=WvTpJZyN_iE (Highlight o Resumen: https://www.youtube.com/watch?v=IhAzajqyYM8) | Países Bajos | 8-9                                   | Corea del Sur | | |
| |              | ( 2-0, 3-0, 0-3, 1-0, 2-2, 0-4, 0-0 ) |               | Árbitro(s): Home Plate: MORENO Janet, 1.ª Base: SILVANIC Jill , 2.ª Base: LUI Yiu Yin , 3.ª Base: BULLONES Maite | Árbitro(s): Home Plate: MORENO Janet, 1.ª Base: SILVANIC Jill , 2.ª Base: LUI Yiu Yin , 3.ª Base: BULLONES Maite |

| 22 de agosto de 2018, Transmitido en Vivo y Directo, por Vídeo, en Este Link: https://www.youtube.com/watch?v=EGwgTgI-YLc (Highlight o Resumen: https://www.youtube.com/watch?v=MS6HdoC3b-c) | Estados Unidos | 14-0                         | Puerto Rico |                                                                                          |                                                                                          |
| |                | ( 11-0, 3-0, 0-0, 0-0, 0-0 ) |             | Árbitro(s): Home Plate: LAMBRICK Fiona , 1.ª Base: SILVA Saiya , 3.ª Base: JEON Mun Sook | Árbitro(s): Home Plate: LAMBRICK Fiona , 1.ª Base: SILVA Saiya , 3.ª Base: JEON Mun Sook |

- Jornada 2

| 23 de agosto de 2018, Transmitido en Vivo y Directo, por Vídeo, en Este Link: https://www.youtube.com/watch?v=8q2wCrrxwoE (Highlight o Resumen: https://www.youtube.com/watch?v=A1-g3ep5vm8) | Corea del Sur | 4-10                                  | Venezuela |                                                                                      |                                                                                      |
| |               | ( 0-3, 1-0, 0-1, 1-6, 1-0, 0-0, 1-0 ) |           | Árbitro(s): Home Plate: OSBORNE Mona , 1.ª Base: SILVA Saiya , 3.ª Base: LUI Yiu Yin | Árbitro(s): Home Plate: OSBORNE Mona , 1.ª Base: SILVA Saiya , 3.ª Base: LUI Yiu Yin |

| 23 de agosto de 2018, Transmitido en Vivo y Directo, por Vídeo, en Este Link: https://www.youtube.com/watch?v=9HkW0Xzfxrs (Highlight o Resumen: https://www.youtube.com/watch?v=jIjSZDptS-o) | Países Bajos | 0-18                        | Estados Unidos |                                                                                         |                                                                                         |
| |              | ( 0-7, 0-3, 0-1, 0-7, 0-0 ) |                | Árbitro(s): Home Plate: GOMES Stephen , 1.ª Base: LOUISA Edwin , 3.ª Base: MORENO Janet | Árbitro(s): Home Plate: GOMES Stephen , 1.ª Base: LOUISA Edwin , 3.ª Base: MORENO Janet |

| 23 de agosto de 2018, Transmitido en Vivo y Directo, por Vídeo, en Este Link: https://www.youtube.com/watch?v=u2D84WE7mlM (Highlight o Resumen: https://www.youtube.com/watch?v=CNzNNd_coP0) | China Taipéi | 6-9                                   | Puerto Rico | | |
| |              | ( 4-0, 1-0, 0-4, 0-4, 1-1, 0-0, 0-0 ) |             | Árbitro(s): Home Plate: SATO Kana , 1.ª Base: BULLONES Maite , 3.ª Base: BARBER Perry (Bellísimos Detalles de la 2.ª Jornada: https://www.youtube.com/watch?v=sF36uO11W4A) | Árbitro(s): Home Plate: SATO Kana , 1.ª Base: BULLONES Maite , 3.ª Base: BARBER Perry (Bellísimos Detalles de la 2.ª Jornada: https://www.youtube.com/watch?v=sF36uO11W4A) |

- Jornada 3

| 24 de agosto de 2018 | Países Bajos | Suspendido por Lluvia y Reprogramado para el 27-08-2018 | China Taipéi |             |  |
|                      |              |                                                         |              | Árbitro(s): |  |

| 24 de agosto de 2018 | Venezuela | Suspendido por Lluvia y Reprogramado para el 27-08-2018 | Puerto Rico |             |  |
|                      |           |                                                         |             | Árbitro(s): |  |

| 24 de agosto de 2018, Transmitido en Vivo y Directo, por Vídeo, en Este Link: https://www.youtube.com/watch?v=XtSgMfYA3L4 (Highlight o Resumen: https://www.youtube.com/watch?v=Z-FOu9jQZvA) | Estados Unidos | 11-1                        | Corea del Sur | | |
| |                | ( 5-0, 3-0, 0-0, 3-1, 0-0 ) |               | Árbitro(s): Home Plate: PO CHUN Liu , 1.ª Base: SATO Kana , 3.ª Base: MORENO Janet (Bellísimos Detalles de la 3.ª Jornada: https://www.youtube.com/watch?v=9UFkvrqa4jw) | Árbitro(s): Home Plate: PO CHUN Liu , 1.ª Base: SATO Kana , 3.ª Base: MORENO Janet (Bellísimos Detalles de la 3.ª Jornada: https://www.youtube.com/watch?v=9UFkvrqa4jw) |

- Jornada 4

| 25 de agosto de 2018, Transmitido en Vivo y Directo, por Vídeo, en Este Link: https://www.youtube.com/watch?v=tXBTInRh1Ao (Highlight o Resumen: https://www.youtube.com/watch?v=X7lH7sX7kjE) | China Taipéi | 13-0                        | Corea del Sur |                                                                                           |                                                                                           |
| |              | ( 5-0, 3-0, 1-0, 4-0, X-0 ) |               | Árbitro(s): Home Plate: MORENO Janet, 1.ª Base: BULLONES Maite , 3.ª Base: LAMBRICK Fiona | Árbitro(s): Home Plate: MORENO Janet, 1.ª Base: BULLONES Maite , 3.ª Base: LAMBRICK Fiona |

| 25 de agosto de 2018, Transmitido en Vivo y Directo, por Vídeo, en Este Link: https://www.youtube.com/watch?v=Z_0exMoz0YE (Highlight o Resumen: https://www.youtube.com/watch?v=HWF5t26swUU) | Puerto Rico | 16-1                        | Países Bajos |                                                                                           |                                                                                           |
| |             | ( 1-1, 7-0, 4-0, 4-0, X-0 ) |              | Árbitro(s): Home Plate: SILVANIC Jill , 1.ª Base: CICCONI Alessia , 3.ª Base: PO CHUN Liu | Árbitro(s): Home Plate: SILVANIC Jill , 1.ª Base: CICCONI Alessia , 3.ª Base: PO CHUN Liu |

| 25 de agosto de 2018, Transmitido en Vivo y Directo, por Vídeo, en Este Link: https://www.youtube.com/watch?v=3qaya9JBEXQ (Highlight o Resumen: https://www.youtube.com/watch?v=68o5I_s2MBw) | Venezuela | 1-3                                   | Estados Unidos |                                                                                        |                                                                                        |
| |           | ( 0-0, 1-2, 0-0, 0-0, 0-0, 0-0, 0-1 ) |                | Árbitro(s): Home Plate: LOUISA Edwin , 1.ª Base: JEON Mun Sook , 3.ª Base: LUI Yiu Yin | Árbitro(s): Home Plate: LOUISA Edwin , 1.ª Base: JEON Mun Sook , 3.ª Base: LUI Yiu Yin |

- Jornada 5

| 26 de agosto de 2018, a las 10:00AM, Fue Transmitido en Vivo y Directo, por Vídeo, en Este Link: https://www.youtube.com/watch?v=tL_D6BYEQpA (Highlight o Resumen: https://www.youtube.com/watch?v=EmZDtovB4JY) | Venezuela | 17-1                         | Países Bajos |                                                                                         |                                                                                         |
| |           | ( 0-16, 0-1, 0-0, 0-0, 1-0 ) |              | Árbitro(s): Home Plate: LUI Yiu Yin , 1.ª Base: OSBORNE Mona , 3.ª Base: LAMBRICK Fiona | Árbitro(s): Home Plate: LUI Yiu Yin , 1.ª Base: OSBORNE Mona , 3.ª Base: LAMBRICK Fiona |

| 26 de agosto de 2018, a las 10:00AM, Fue Transmitido en Vivo y Directo, por Vídeo, en Este Link: https://www.youtube.com/watch?v=J28PzamhSY8 (Highlight o Resumen: https://www.youtube.com/watch?v=qJLu1FYHrtM) | Corea del Sur | 4-10                                  | Puerto Rico |                                                                                      |                                                                                      |
| |               | ( 0-3, 0-0, 0-0, 0-2, 0-3, 0-0, 4-2 ) |             | Árbitro(s): Home Plate: GOMES Stephen , 1.ª Base: BARBER Perry , 3.ª Base: SATO Kana | Árbitro(s): Home Plate: GOMES Stephen , 1.ª Base: BARBER Perry , 3.ª Base: SATO Kana |

| 26 de agosto de 2018, a las 6:00PM, Transmitido en Vivo y Directo, por Vídeo, en Este Link: https://www.youtube.com/watch?v=BzN9nnNO9-8 (Highlight o Resumen: https://www.youtube.com/watch?v=JsrzK-unGEs) | Estados Unidos | 3-4                                   | China Taipéi |                                                                                            |                                                                                            |
| |                | ( 0-0, 0-0, 1-2, 2-0, 0-1, 0-1, 0-0 ) |              | Árbitro(s): Home Plate: CICCONI Alessia , 1.ª Base: JEON Mun Sook , 3.ª Base: PEREZ Daniel | Árbitro(s): Home Plate: CICCONI Alessia , 1.ª Base: JEON Mun Sook , 3.ª Base: PEREZ Daniel |

- Jornada 6

| 27 de agosto de 2018, Transmitido en Vivo y Directo, por Vídeo, en Este Link: https://www.youtube.com/watch?v=cCmUyTEN2vI (Highlight o Resumen: https://www.youtube.com/watch?v=03zQDxrQs5c) | China Taipéi | 11-1 | Países Bajos | |  |
| |              |      |              | Asistencia: 0-0, 5-0, 1-0, 4-1, 1-0 espectadores Árbitro(s): Home Plate: LUI Yiu Yin , 1.ª Base: BARBER Perry , 3.ª Base: BULLONES Maite |  |

| 27 de agosto de 2018, Transmitido en Vivo y Directo, por Vídeo, en 2 Link: (Primeros 6 Innings) https://www.youtube.com/watch?v=2TeZlIVy2G0 (7.º Inning) https://www.youtube.com/watch?v=PS0-iWv9mGk&t=3285s | Puerto Rico | 6-9 | Venezuela | |  |
| |             |     |           | Asistencia: 0-1, 0-0, 4-0, 0-2, 0-5, 0-0, 2-1 espectadores Árbitro(s): Home Plate: LAMBRICK Fiona , 1.ª Base: GOMES Stephen , 3.ª Base: JEON Mun Sook |  |

### Grupo B
| Equipos              | PJ | PG | PP | Ave  | Dif |
| -------------------- | -- | -- | -- | ---- | --- |
| Japón                | 4  | 4  | 0  | 1000 |     |
| Canadá               | 4  | 3  | 1  | 1000 | 1   |
| República Dominicana | 4  | 2  | 2  | 500  | 2   |
| Australia            | 4  | 2  | 2  | 1000 | 2   |
| Cuba                 | 4  | 1  | 3  | 0000 | 3   |
| Hong Kong            | 4  | 0  | 4  | 0000 | 4   |

|  | Avanzaron a la Ronda Final      |
|  | Jugaron la Ronda de Consolación |

- Jornada 1

| 22 de agosto de 2018 | Japón | 8-0                                   | República Dominicana | | |
|                      |       | ( 0-0, 1-0, 1-0, 0-0, 6-0, 0-0, X-0 ) |                      | Árbitro(s): Home Plate: BARBER Perry, 1.ª Base: LUI Yiu Yin , 2.ª Base: JEON Mun Sook , 3.ª Base: PO CHUN Liu | Árbitro(s): Home Plate: BARBER Perry, 1.ª Base: LUI Yiu Yin , 2.ª Base: JEON Mun Sook , 3.ª Base: PO CHUN Liu |

| 22 de agosto de 2018 | Canadá | 4-0                         | Hong Kong | | |
|                      |        | ( 1-0, 2-0, 1-0, 0-0, 0-0 ) |           | Árbitro(s): Home Plate: LOUISA Edwin , 1.ª Base: OSBORNE Mona, 2.ª Base: PO CHUN Liu , 3.ª Base: PEREZ Daniel | Árbitro(s): Home Plate: LOUISA Edwin , 1.ª Base: OSBORNE Mona, 2.ª Base: PO CHUN Liu , 3.ª Base: PEREZ Daniel |

| 22 de agosto de 2018 | Australia | 12-4                                  | Cuba | | |
|                      |           | ( 2-0, 1-3, 2-1, 6-0, 1-0, 0-0, X-0 ) |      | Árbitro(s): Home Plate: BULLONES Maite , 1.ª Base: BAEZ Magali, 2.ª Base: SATO Kana , 3.ª Base: GOMES Stephen | Árbitro(s): Home Plate: BULLONES Maite , 1.ª Base: BAEZ Magali, 2.ª Base: SATO Kana , 3.ª Base: GOMES Stephen |

- Jornada 2

| 23 de agosto de 2018 | Hong Kong | 0-23                         | Japón |                                                                                        |                                                                                        |
|                      |           | ( 0-3, 0-3, 0-10, 0-3, 0-4 ) |       | Árbitro(s): Home Plate: JEON Mun Sook , 1.ª Base: PO CHUN Liu , 3.ª Base: LOUISA Edwin | Árbitro(s): Home Plate: JEON Mun Sook , 1.ª Base: PO CHUN Liu , 3.ª Base: LOUISA Edwin |

| 23 de agosto de 2018 | República Dominicana | 9-6                                   | Australia |                                                                                              |                                                                                              |
|                      |                      | ( 1-0, 0-1, 5-5, 0-0, 0-0, 0-3, 0-0 ) |           | Árbitro(s): Home Plate: SILVANIC Jill , 1.ª Base: CICCONI Alessia , 3.ª Base: BULLONES Maite | Árbitro(s): Home Plate: SILVANIC Jill , 1.ª Base: CICCONI Alessia , 3.ª Base: BULLONES Maite |

| 23 de agosto de 2018 | Canadá | 10-7                             | Cuba |                                                                                        |                                                                                        |
|                      |        | ( 0-5, 1-0, 2-2, 4-0, 3-0, X-0 ) |      | Árbitro(s): Home Plate: BAEZ Magali , 1.ª Base: LAMBRICK Fiona , 3.ª Base: SILVA Saiya | Árbitro(s): Home Plate: BAEZ Magali , 1.ª Base: LAMBRICK Fiona , 3.ª Base: SILVA Saiya |

- Jornada 3

| 24 de agosto de 2018 | República Dominicana | 0-12                        | Cuba |                                                                                        |                                                                                        |
|                      |                      | ( 0-1, 0-3, 0-5, 0-0, 0-3 ) |      | Árbitro(s): Home Plate: CICCONI Alessia , 1.ª Base: LOUISA Edwin , 3.ª Base: SATO Kana | Árbitro(s): Home Plate: CICCONI Alessia , 1.ª Base: LOUISA Edwin , 3.ª Base: SATO Kana |

| 24 de agosto de 2018 | Australia | 24-2                         | Hong Kong |                                                                                        |                                                                                        |
|                      |           | ( 2-0, 0-2, 9-0, 13-0, 0-0 ) |           | Árbitro(s): Home Plate: BAEZ Magali , 1.ª Base: GOMES Stephen , 3.ª Base: OSBORNE Mona | Árbitro(s): Home Plate: BAEZ Magali , 1.ª Base: GOMES Stephen , 3.ª Base: OSBORNE Mona |

| 24 de agosto de 2018 | Japón | 2-1                                   | Canadá |                                                                                     |                                                                                     |
|                      |       | ( 1-0, 0-0, 0-0, 0-0, 1-0, 0-1, X-0 ) |        | Árbitro(s): Home Plate: SILVA Saiya , 1.ª Base: SILVANIC Jill , 3B: CICCONI Alessia | Árbitro(s): Home Plate: SILVA Saiya , 1.ª Base: SILVANIC Jill , 3B: CICCONI Alessia |

- Jornada 4

| 25 de agosto de 2018 | Hong Kong | 1-19                        | República Dominicana |                                                                                        |                                                                                        |
|                      |           | ( 0-1, 1-2, 0-7, 0-5, 0-4 ) |                      | Árbitro(s): Home Plate: BARBER Perry , 1.ª Base: BAEZ Magali , 3.ª Base: GOMES Stephen | Árbitro(s): Home Plate: BARBER Perry , 1.ª Base: BAEZ Magali , 3.ª Base: GOMES Stephen |

| 25 de agosto de 2018 | Cuba | 1-4                                   | Japón |                                                                                        |                                                                                        |
|                      |      | ( 0-0, 0-0, 0-0, 0-0, 1-0, 0-2, 0-2 ) |       | Árbitro(s): Home Plate: SILVANIC Jill , 1.ª Base: SILVA Saiya , 3.ª Base: OSBORNE Mona | Árbitro(s): Home Plate: SILVANIC Jill , 1.ª Base: SILVA Saiya , 3.ª Base: OSBORNE Mona |

| 25 de agosto de 2018 | Australia | 6-9                                   | Canadá |                                                                                        |                                                                                        |
|                      |           | ( 1-1, 0-2, 1-0, 4-0, 0-3, 0-2, 0-1 ) |        | Árbitro(s): Home Plate: SATO Kana , 1.ª Base: GOMES Stephen , 3.ª Base: LAMBRICK Fiona | Árbitro(s): Home Plate: SATO Kana , 1.ª Base: GOMES Stephen , 3.ª Base: LAMBRICK Fiona |

- Jornada 5

| 26 de agosto de 2018, a las 2:00PM, Transmitido en Vivo y Directo, por Vídeo, en Este Link: https://www.youtube.com/user/WBSCo/featured | Canadá | - | República Dominicana |             |  |
| |        |   |                      | Árbitro(s): |  |

| 26 de agosto de 2018, a las 2:00PM, Transmitido en Vivo y Directo, por Vídeo, en Este Link: https://www.youtube.com/user/WBSCo/featured | Cuba | - | Hong Kong |             |  |
| |      |   |           | Árbitro(s): |  |

| 26 de agosto de 2018, a las 6:00PM, Transmitido en Vivo y Directo, por Vídeo, en Este Link: https://www.youtube.com/user/WBSCo/featured | Japón | - | Australia |             |  |
| |       |   |           | Árbitro(s): |  |